# Gasteruption hungaricum
Gasteruption hungaricum is een vliesvleugelig insect uit de familie van de Gasteruptiidae. De wetenschappelijke naam van de soort is voor het eerst geldig gepubliceerd in 1895 door Szepligeti.